# Droga wojewódzka nr 883
Droga wojewódzka nr 883 (DW883) – droga wojewódzka znajdująca się w województwie podkarpackim. Łączy ona drogę ekspresową S19 z drogą krajową nr 19.

## Historia
Droga wojewódzka, wówczas jeszcze bez numeru, powstała w latach 2016–2018 w ramach współpracy miasta Rzeszowa i województwa podkarpackiego. Droga ta połączyła węzeł Rzeszów Południe w ciągu S19 z ulicą Podkarpacką w ciągu DK19. Był to I etap obwodnicy południowej Rzeszowa. W późniejszym czasie drodze został nadany numer 883.